# Riksdagshuset i Helsingfors
Riksdagshuset i Helsingfors (finska: Eduskuntatalo) är en byggnad där Finlands riksdag sammanträder. Byggnaden ligger vid Mannerheimvägen i stadsdelen Främre Tölö i centrala Helsingfors.

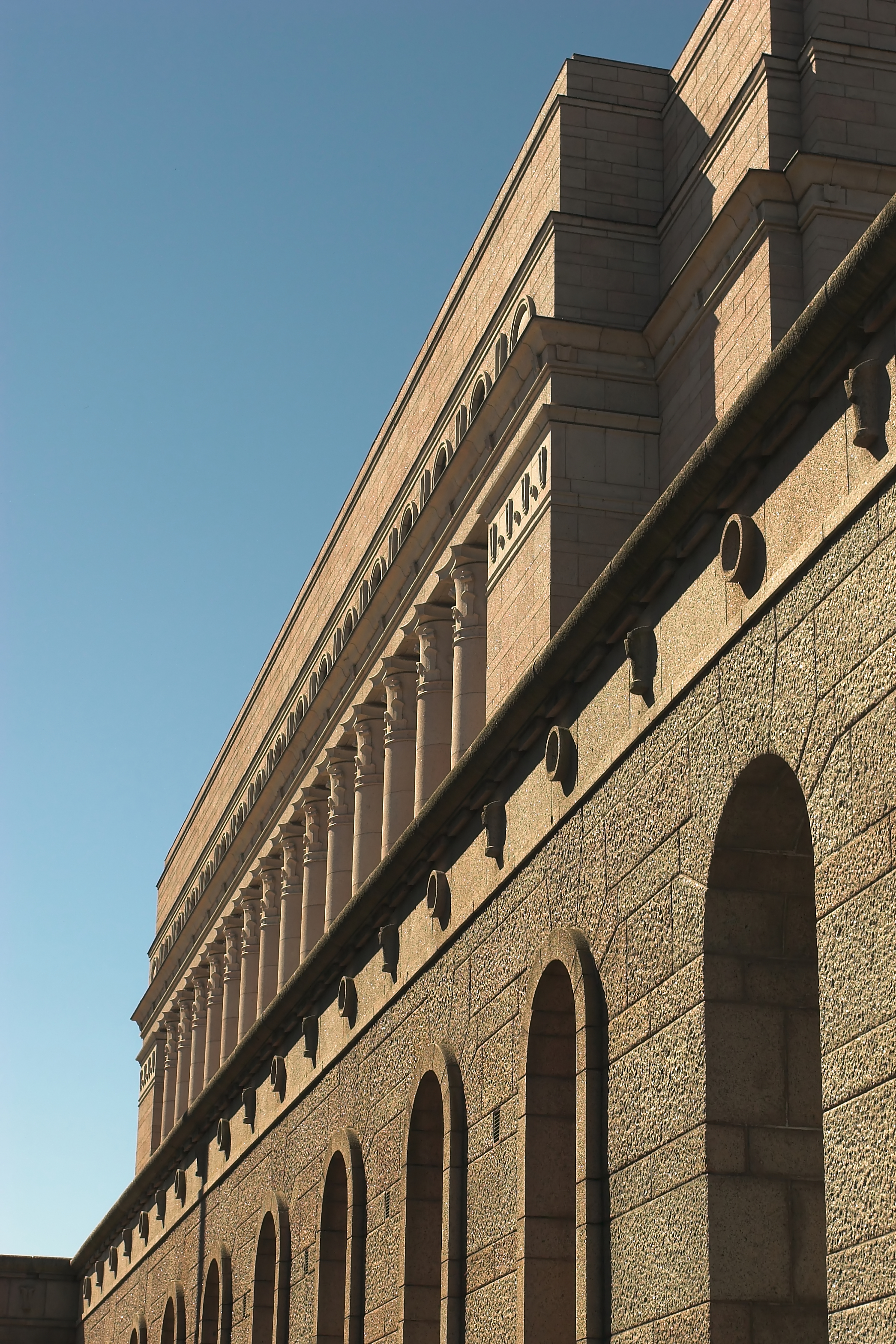
Riksdagshusets granitvägg.

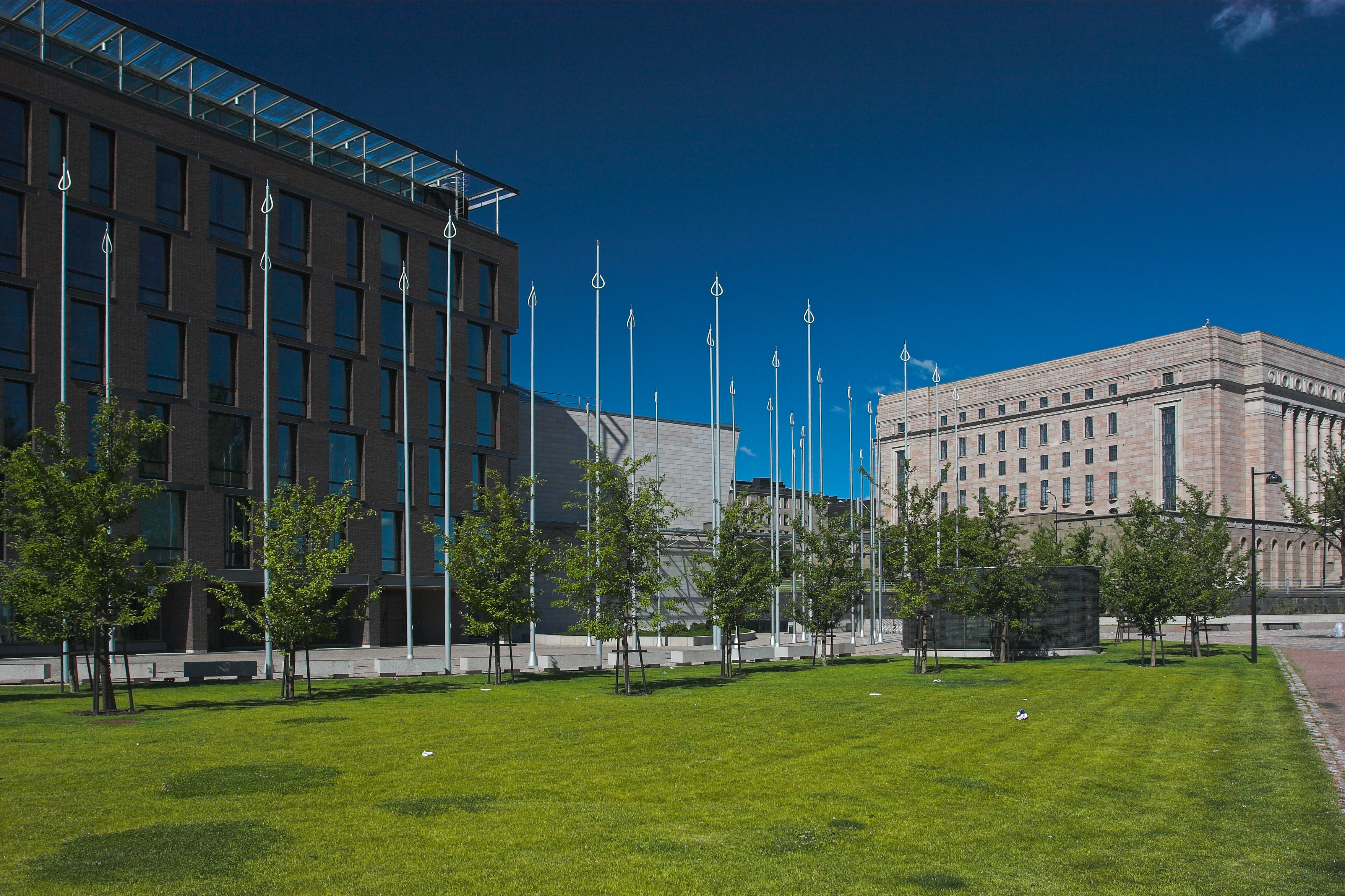
Riksdagens tillbyggnad Lilla parlamentet med Riksdagshuset i bakgrunden.

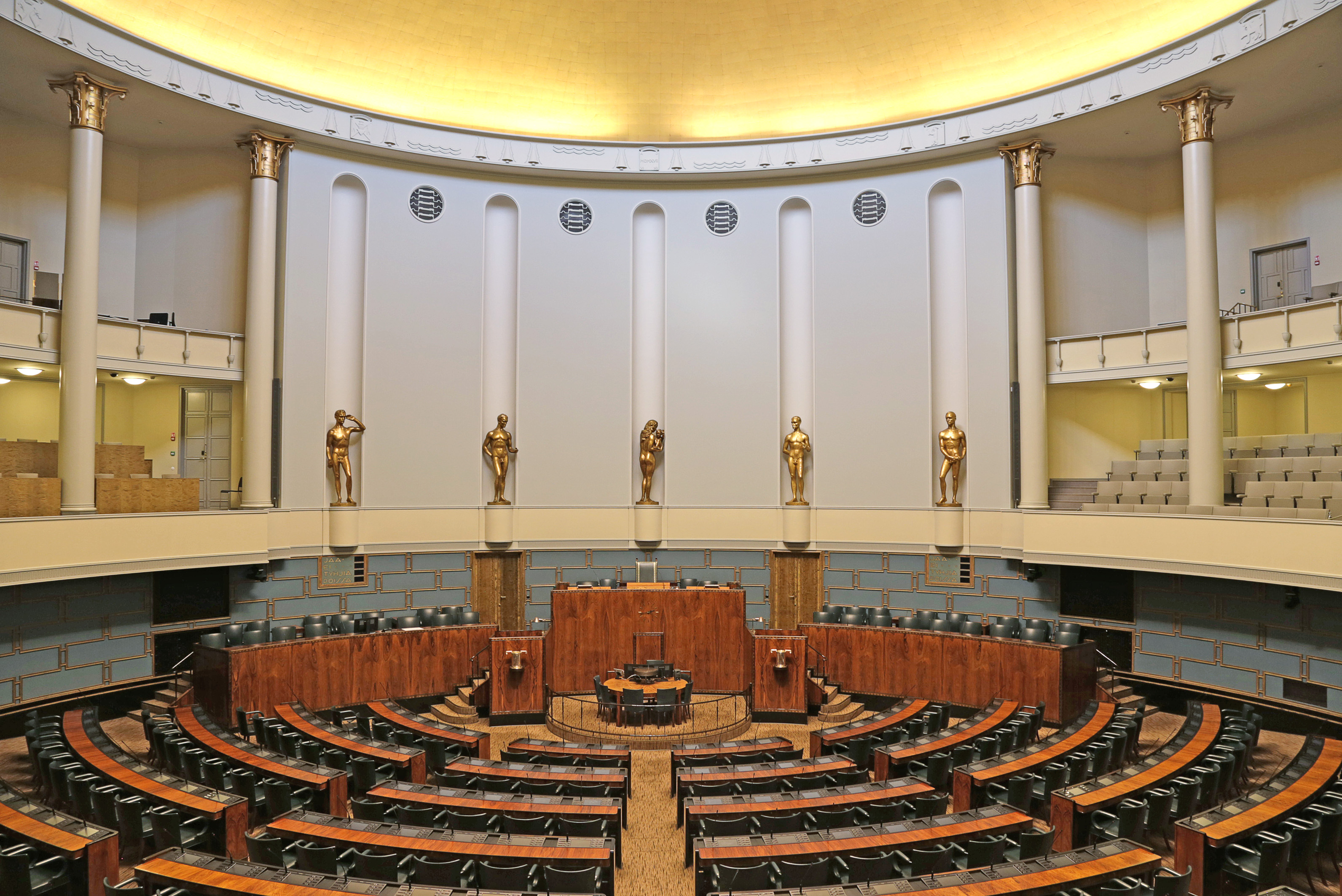
Plenisalen.

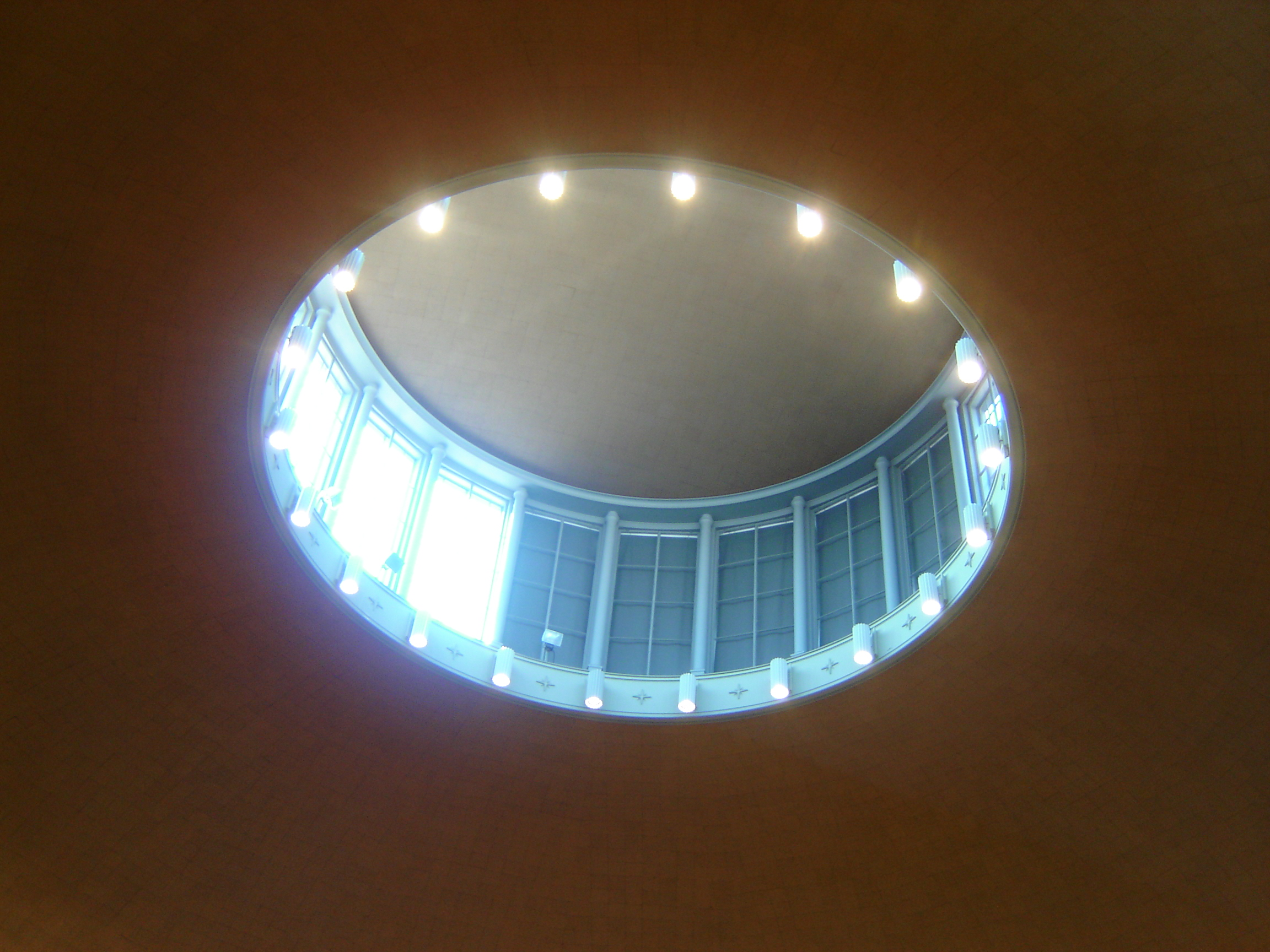
Plenisalens takfönster.

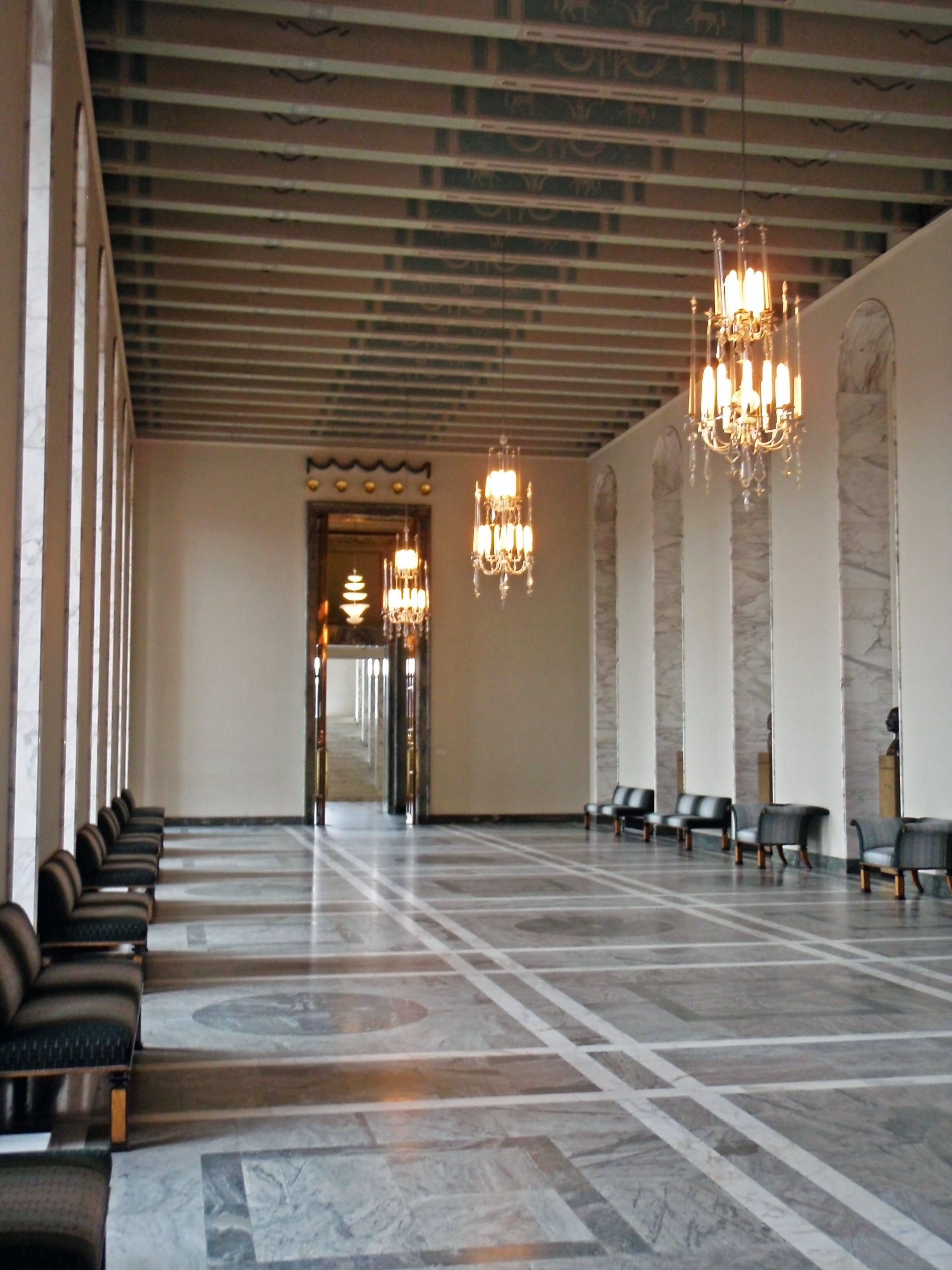
Rikssalen.

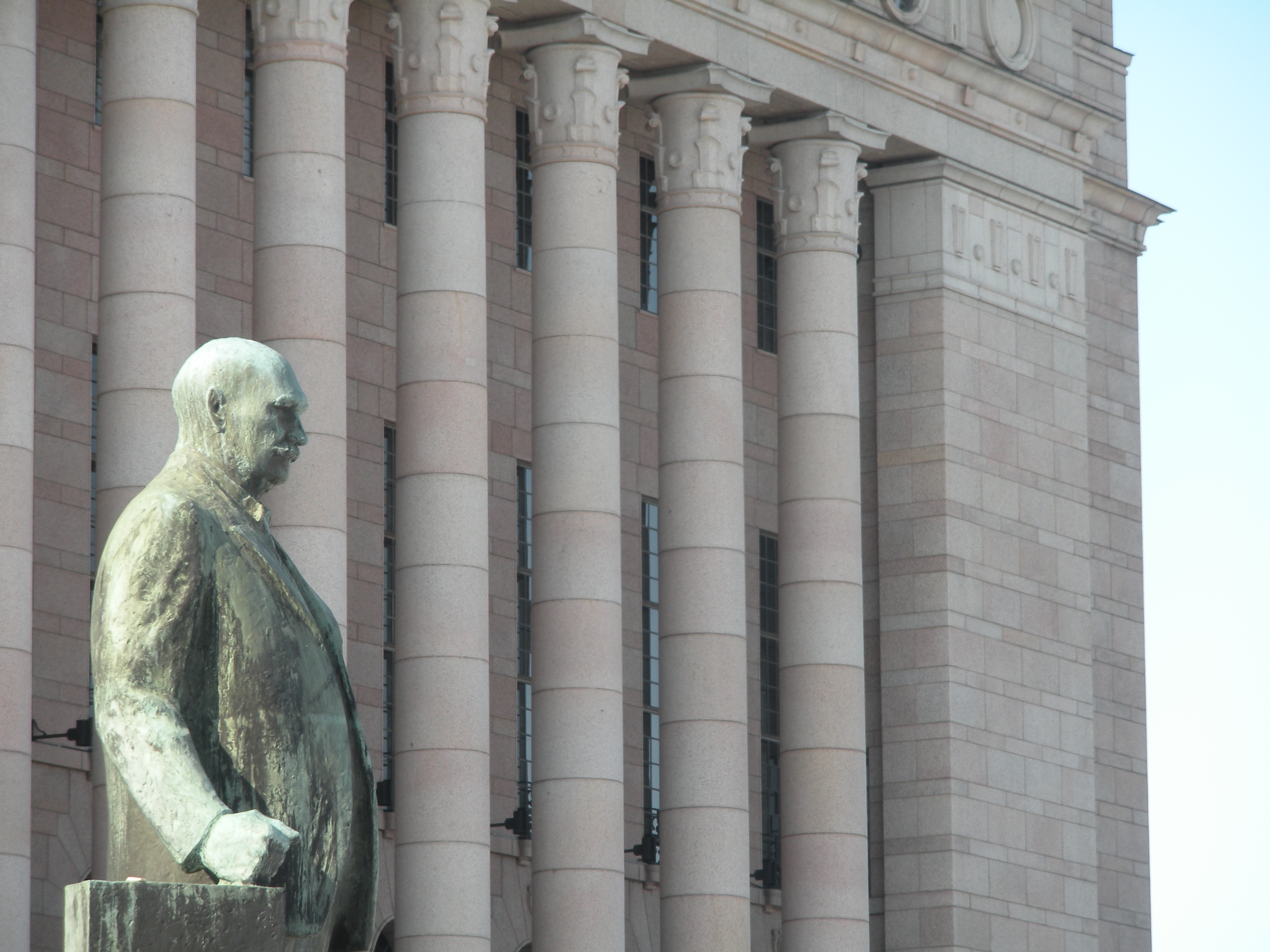
Riksdagshuset med staty av Pehr Evind Svinhufvud.

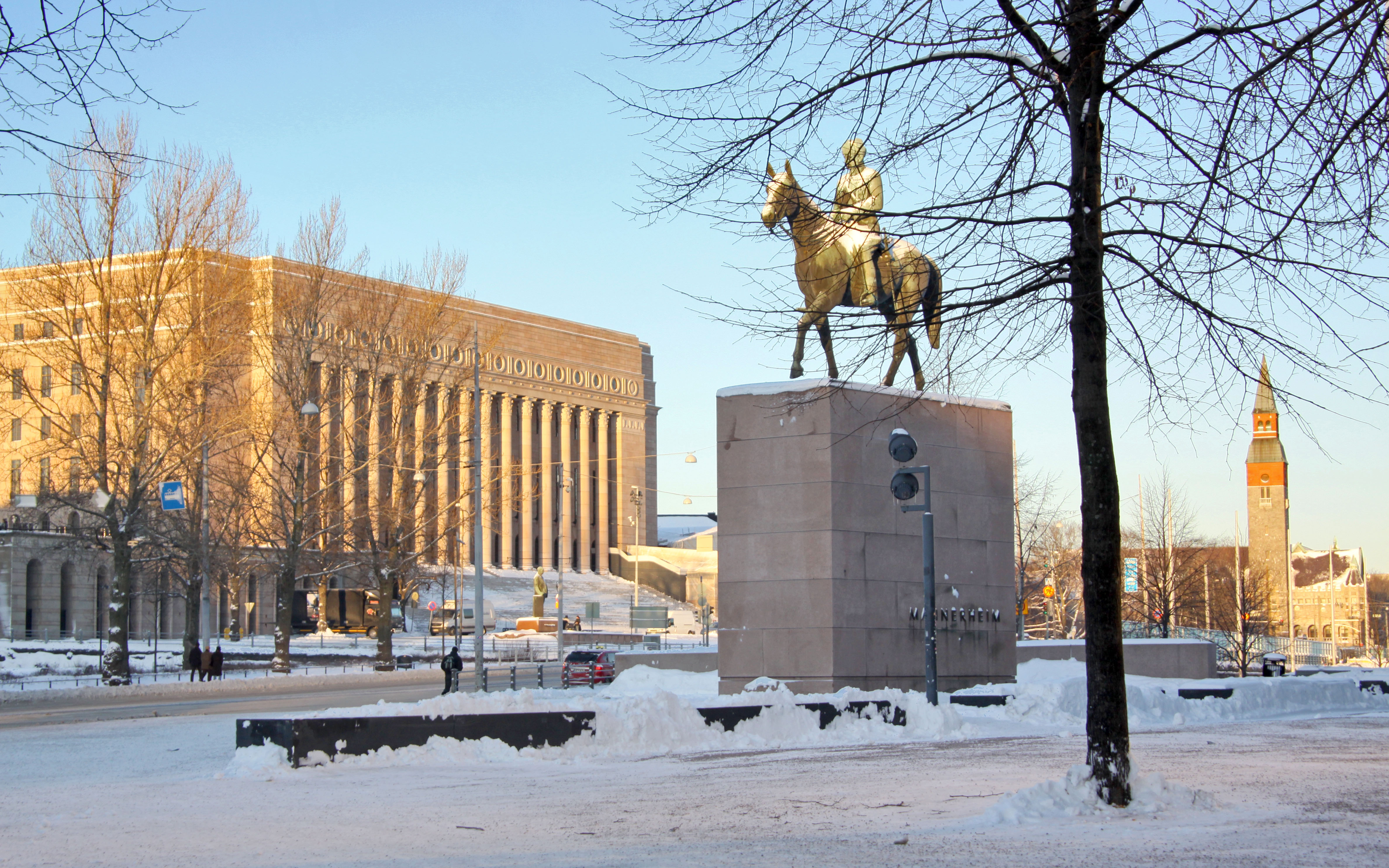
Mannerheimstatyn med riksdagshuset i bakgrunden.

## Historik

### Huvudbyggnaden 1930
Finlands första enkammarparlament valdes på våren 1907. Ständerhusets och Riddarhusets utrymmen var för små för den nya lantdagen med 200 medlemmar, varför en arkitekturtävling utlystes år 1908 för uppförandet av ett nytt lantdagshus. Tävlingen vanns av Eliel Saarinen, som hade planerat en massiv nationalromantisk parlamentsbyggnad uppe på Observatorieberget. Byggandet enligt Saarinens planer påbörjades dock inte.
Fram till 1930-talet verkade det finska parlamentet i olika tillfälliga utrymmen. Från 1907 till 1910 höll lantdagen möten i Frivilliga brandkårens hus på Centralgatan och 1910–1930 i Heimolahuset på Regeringsgatan (nuvarande Universitetsgatan) i hörnet av Berggatan. Dessa båda byggnader har sedermera rivits, vilket hårt kritiserats efteråt, eftersom båda hade ett stort historiskt värde i och med att lantdagen/riksdagen sammanträtt i dem. Utskotten och administrationen var verksamma i Ständerhuset och man övervägde länge att utvidga Ständerhuset för att parlamentets hela verksamhet skulle rymmas där.
År 1923 ordnades en tävling om Riksdagshusets placering. Man valde Arkadiabacken vid Mannerheimvägen i stället för Observatorieberget. Året därpå ordnades en ny arkitekturtävling om Riksdagshuset som denna gång vanns av arkitektbyrån Borg-Sirén-Åberg med sitt förslag Oratoribus (latin, ’för talarna’). J.S. Sirén som varit huvudplaneraren fick i uppdrag att sköta den fortsatta planeringen. Byggnadsarbetet inleddes år 1926 och byggnaden kunde invigas den 7 mars 1931.

### Utvidgningen 1978
Efter andra världskriget ökade och diversifierades riksdagens arbetsuppgifter, vilket ledde till att riksdagen började lida av utrymmesbrist. Man ville att varje riksdagsman skulle få ett eget rum, då fyra riksdagsmän tidigare delat på ett rum, och dessutom behövde administrationen och biblioteket större utrymmen. En planeringstävling för en utvidgning arrangerades år 1970 och vanns av arkitektbyrån Pitkänen-Laiho-Raunio. Den tredelade tillbyggnaden blev klar år 1978.
Utvidgningen planerades så att den smälte in i miljön utan att ändra på Riksdagshusets utseende. På ömse sidor om Riksdagshuset byggdes A- och B-flyglarna dit arbetsrum förlades. I A-flygeln finns dessutom ambassadernas mottagningsrum och ett auditorium. I B-flygeln byggde man också en bastu. Bakom Riksdagshuset byggdes C-flygeln, där riksdagens bibliotek och administration ligger. Mellan C-flygeln och det gamla Riksdagshuset finns en halvrund skvär.
Riksdagshuset grundrenoverades 1980–1985. På 1980-talet övergick Stadsförbundets hus, som ligger bredvid C-flygeln, i Riksdagens ägo. Nästa grundliga reparation började utföras 2008 och var färdigt på hösten 2017.

### Lilla parlamentet
Tillbyggnaden Lilla parlamentet byggdes på en tomt bredvid Riksdagshuset och blev klar år 2004. En arkitekturtävling ordnades 1998–2000 som vanns av arkitekten Pekka Helin och hans medarbetare. I byggnaden finns arbetsutrymmen för cirka hundra riksdagsledamöter. I byggnaden av rödtegel, glas och granit finns Infotjänst, riksdagens EU-sekretariat, riksdagens justitieombudsmans kansli, samt stora utskottets och utrikesutskottets utrymmen. Tillbyggnaden är förbunden med Riksdagshuset via en tunnel under Norra Järnvägsgatan.

## Interiören
Det finns fem våningar ovanför markytan i Riksdagshuset.

### Första våningen
På den första våningen finns huvudaulan och i dess båda ändor ligger hissaulorna samt trappuppgångarna till de övre våningarna. Bakom aulan finns riksdagens restaurang, talmannens representationsutrymmen och bland annat informationstjänsten, dokumentbyrån och tidningssalen.

### Andra våningen
Andra våningen är Riksdagshusets huvudvåning och innehåller de mera festliga utrymmena. I mitten ligger den runda plenisalen som omgärdas av den övriga byggnaden på fyra sidor. Plenisalens diameter är 25 meter, medan höjden är 24 meter. Salen som sträcker sig genom hela byggnaden nås av dagsljuset genom ett runt takfönster.
Inredningen i plenisalen är gjord av nötbrunt jakarandaträ och är mycket symmetriskt utformad. Riksdagsledamöternas platser är placerade i halvbågar med talmannens och vice talmännens plats i salens främre del, framför ledamöterna. Framför talmannen sitter protokollsekreterarna, till höger riksdagens generalsekreterare och till vänster en notarie. På ömse sidor om talmannen finns talarstolarna där ledamöterna håller sina officiella framföranden. På vardera sidan av talmannens stol finns också två urnor, vilka används för röstning med röstsedlar (de används främst när talmännen väljs, samt användes fram till år 1988 i presidentvalen). Det finns vidare två loger på ömse sidor om talmanspodiet; i den högra, ministerlogen, sitter Statsrådets medlemmar; den vänstra är tjänstemannalogen, för riksdagens tjänstemän. Ovanför logerna finns tavlorna som visar voteringsresultat.
Ovanför huvudaulan, i byggnadens östra del, finns rikssalen som fungerar som huvudingång till plenisalen och som festsal. I den södra delen av byggnaden finns riksdagens kafé, medan den västra delen är i talmännens bruk. Där finns talmannens korridor som kantas av talmannens och de båda vice talmännens arbetsrum, samt deras mötesrum. Den norra delen av våningen är i regeringens bruk och innehåller regeringens mötesrum och mottagningsrum, samt statsministerns rum.

### Tredje våningen
På den tredje våningen finns utrymmen för mediernas representanter, vilka har en ingång till plenisalens andra balkong, också känd som pressläktaren. En del av utskotten arbetar också på den tredje våningen.

### Fjärde våningen
Fjärde våningen är den officiella utskottsvåningen, vars finaste utrymme är stora utskottets och det nuvarande finansutskottets rum. Utskottet skall tillsättas efter riksdagens öppnande för behandling av ärenden rörande Europeiska unionen och lagstiftningsärenden på sätt som föreskrivs i grundlagen och riksdagens arbetsordning.

### Femte och sjätte våningarna
På de femte och sjätte våningarna finns riksdagsgruppernas utrymmen, mötesrum och kontor.